# Bratčice (okres Brno-venkov)
Bratčice (německy Bratschitz) jsou obec v okrese Brno-venkov v Jihomoravském kraji. Rozkládají se v Dyjsko-svrateckém úvalu, obcí protékají potoky Lejtna a Šatava. Žije zde 693 obyvatel.
Jižně od obce jsou velká ložiska vysoce kvalitního písku, který se zde ve velkém měřítku těží. U Bratčic se také nachází rozsáhlá skládka provozovaná firmou STAVOS Brno.
Jedná se o vinařskou obec ve Znojemské vinařské podoblasti (viniční tratě Široké-Klinky, Staré hory).

## Historie
První písemná zmínka o Bratčicích pochází z roku 1537, kdy byly v majetku Jiřího Žabky z Limberka, místokancléře Českého království. Zcela jistě jde však o mnohem starší ves (snad už ze 12. století), která byla majetkem kláštera v Dolních Kounicích, po jehož zániku ji získali právě Žabkové z Limberka. Ti někdy před rokem 1567 připojili Bratčice k prštickému statku a v následujících staletích se po nich v držení vsi vystřídalo více rodů. V roce 1732 byly připojeny k židlochovickému panství. K 1. červenci 1980 došlo k integraci obcí Bratčice, Ledce, Sobotovice a Syrovice pod společný Místní národní výbor v Syrovicích, aniž by zároveň došlo k formálnímu sloučení obcí v jednu. V integrovaném Místním národním výboru měly Bratčice 21 zástupců. Roku 1990 došlo k plnému osamostatnění všech těchto obcí.

## Obyvatelstvo
| Rok            | 1869 | 1880 | 1890 | 1900 | 1910 | 1921 | 1930 | 1950 | 1961 | 1970 | 1980 | 1991 | 2001 | 2011 | 2021 |
| -------------- | ---- | ---- | ---- | ---- | ---- | ---- | ---- | ---- | ---- | ---- | ---- | ---- | ---- | ---- | ---- |
| Počet obyvatel | 568  | 657  | 739  | 748  | 762  | 779  | 850  | 850  | 851  | 797  | 711  | 622  | 632  | 686  | 677  |
| Počet domů     | 103  | 116  | 132  | 145  | 151  | 160  | 184  | 207  | 210  | 204  | 195  | 213  | 222  | 227  | 226  |

Vývoj počtu obyvatel

## Obecní symboly
Znak a vlajka byly obci uděleny rozhodnutím předsedy Poslanecké sněmovny Parlamentu České republiky dne 15. prosince 1998.

## Společenský život
Samospráva obce od roku 2016 vyvěšuje 5. července moravskou vlajku.

## Pamětihodnosti
- Kostel Nejsvětější Trojice z roku 1779
- Socha svatého Jana Nepomuckého
- Rodný dům bratří Jakšů
- Památník padlých z první a druhé světové války
- Bratčická rozhledna na katastru sousedních Sobotovic

## Osobnosti
- Vilda Jakš (1910–1943), boxer, za druhé světové války letec RAF

## Galerie

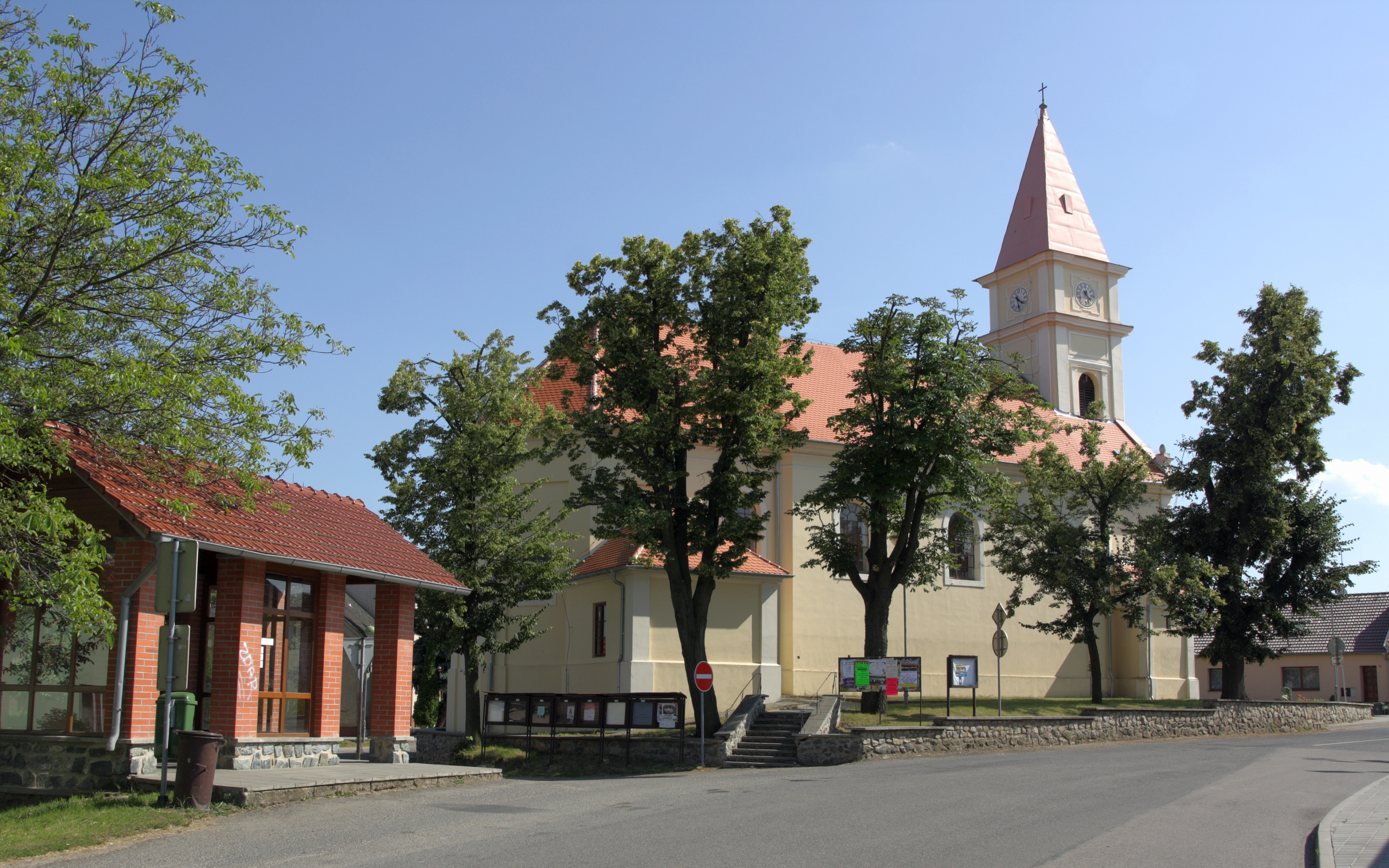
Kostel Nejsvětější Trojice
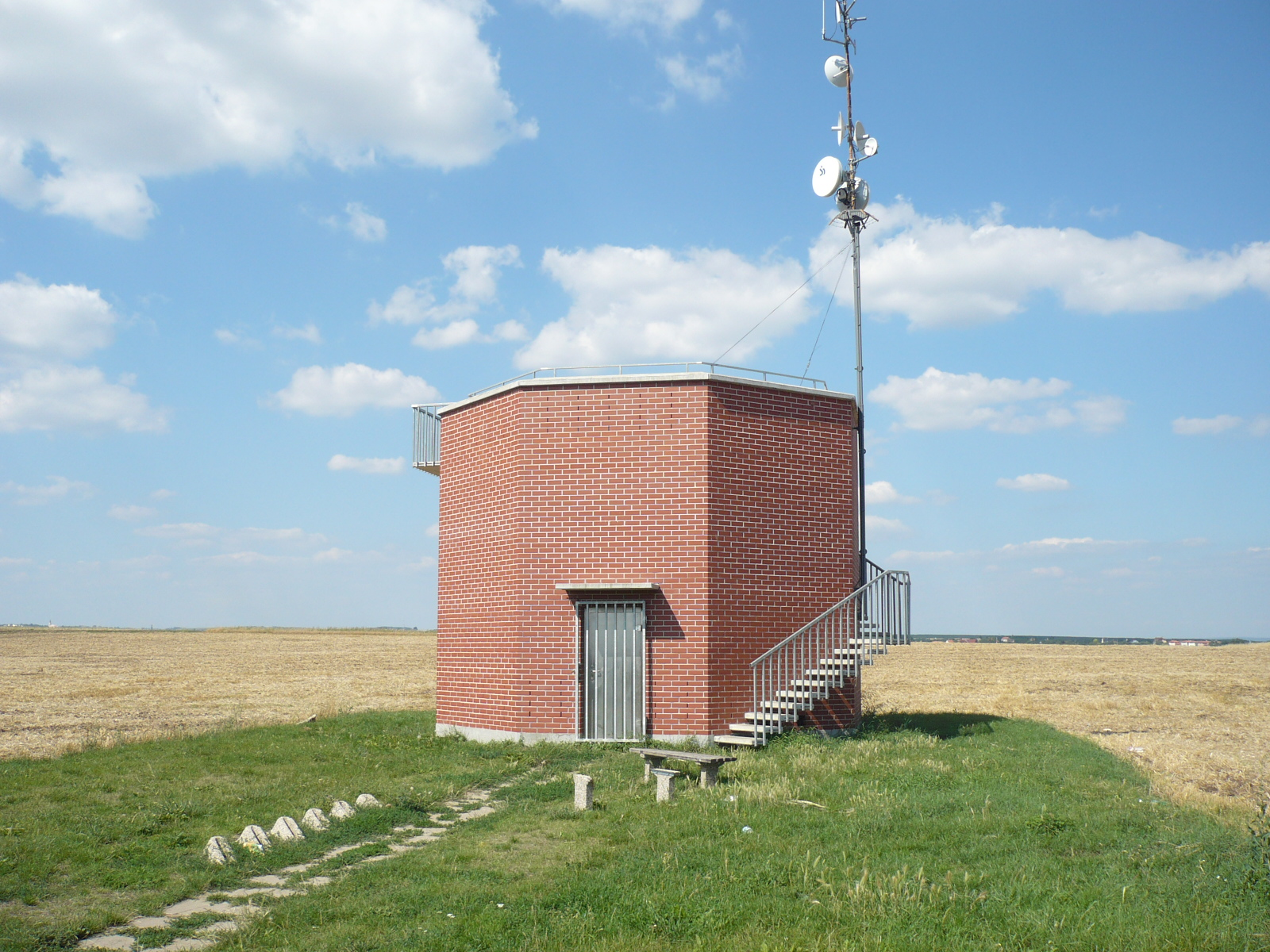
Bratčická rozhledna
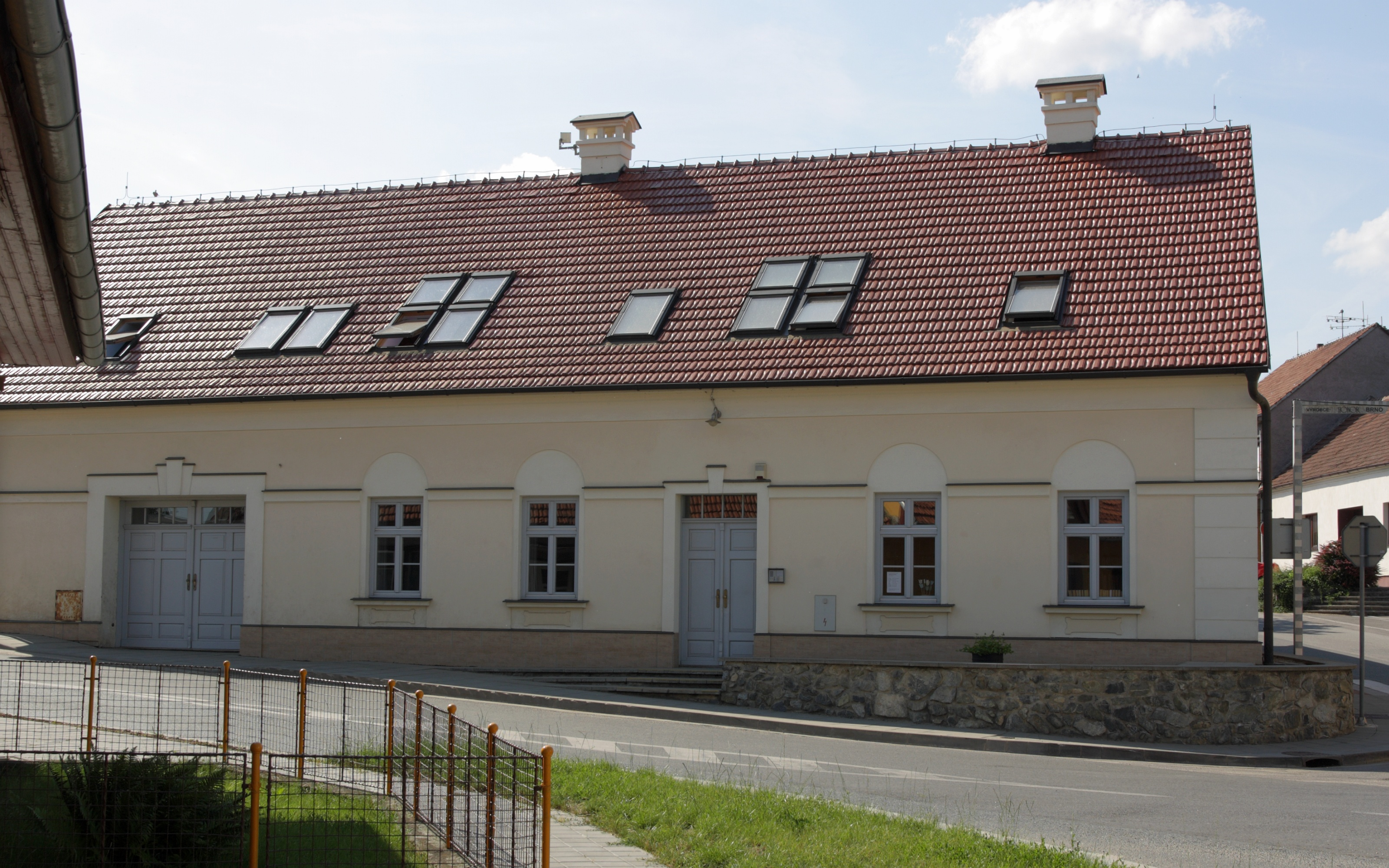
Obecní knihovna